# Синеоковский
Синео́ковский — микрорайон посёлка городского типа Новый Рогачик Городищенского района Волгоградской области. Фактически представляет собой территорию, отделённую от посёлка железной дорогой и станцией Карповская. Ранее самостоятельный населённый пункт.

## История
Посёлок Синеоковский был основан малороссами в 1909 году, примерно в одно время с основанием посёлков Рогачевский (Рогачик, Старый Рогачик) — 1907 год и Новорогачевский (Новый Рогачик) — 1909 год. Посёлок Синеоковский основали крестьяне-переселенцы из Полтавской губернии, а посёлки Рогачевский и Новорогачевский — из Таврической губернии. Около двух сотен мужчин и женщин, прибыв в междуречье Дона и Волги, были расселены на пустующих землях по берегам реки Червлёной. Толчком для их переселения послужила Столыпинская аграрная реформа. Согласно Указу «О дополнении некоторых постановлений действующего закона, касающихся крестьянского землевладения и землепользования» от 9 ноября 1906 года, крестьяне обрели право свободного выхода из общин, а также могли получить свободные казённые земли, покупать участки у помещиков с помощью ссуд Крестьянского банка и т.п. Также возможными причинами для их переселения могли послужить последствия крестьянских волнений, охвативших прежние населённые пункты переселенцев, которые были подавлены со значительным разорением для крестьянских угодий. Основанием выбора новых мест для заселения явились большие степные просторы, чистая непересыхающая река Червлёная, железная дорога со станцией Карповская и относительная близость к городу Царицыну. Переселенцы дали названия новым поселения в память о своей малой родине. Посёлок Синеоковский назвали в память о деревне Синеоковка (Золотоношский уезд, Полтавская губерния), а посёлки Рогачевский и Новорогачевский —  о речке Рогачик и селах Верхний Рогачик и Нижний Рогачик (Мелитопольский уезд, Таврическая губерния).
До революции 1917 года посёлок Синеоковский располагался на частно-владельческой земле Карповской волости 2-го Донского округа Области Войска Донского (волостной центр — слобода Карповка). После революции территория 2-го Донского округа была передана в состав Царицынской губернии. В 1925 году Царицынская губерния была переименована в Сталинградскую. 
По материалам Всесоюзной переписи населения на 17 декабря 1926 года хутор Синеоковский относился к Н.-Рогачинскому сельскому совету Сталинградской волости Сталинградской уезда Сталинградской губернии.
В 1928 году Сталинградская губерния была упразднена в связи с образованием Нижне-Волжской области (края) и Синеоковский вошёл в состав Сталинградского округа. В 1934 году Нижне-Волжский край был реорганизован путём разделения на Саратовский и Сталинградский край. В 1935 году Синеоковский включён в состав Песчанского района Сталинградского края. В 1936 году Сталинградский край переименован в Сталинградскую область. В 1938 году Песчанский район, в связи с перенесением центра района из села Песчанки в село Городище, был переименован в Городищенский район.
Во время Сталинградской битвы, в первых числах сентября 1942 года, хутор Синеоковский был оккупирован немецкими войсками 6-й армии. 14 января 1943 года, в ходе операции «Кольцо» по ликвидации окружённой группировки войск под Сталинградом, советские войска 21-й армии Донского фронта освободили хутор Синеоковский вместе с населёнными пунктами Старый Рогачик, Новый Рогачик и станцией Карповская.
Синеоковский входил в состав Новорогачинского сельсовета. Так по состоянию на 1935 и 1936 год хутор Синеоковский ещё входил в состав Ново-Рогачинского сельского совета, а по состоянию на 1 июня 1952 года он уже не значился в качестве самостоятельного населённого пункта этого сельсовета, в этот период Синеоковский был включён в состав Нового Рогачика.
С 2006 года (как юридическое лицо с 2009 года) на территории микрорайона работает территориальное общественное самоуправление «Синеоковский».

## География
Микрорайон Синеоковский, как и Новый Рогачик, расположен в степной зоне на юге Приволжской возвышенности, относящейся к Восточно-Европейской равнине, в междуречье Волги и Дона, на правом берегу реки Червлёная, на высоте около 55 метров над уровнем моря. Рельеф местности равнинный, осложнён балками и оврагами. Рядом проходит Волго-Донской канал. Почвенный покров комплексный: почвы каштановые солонцеватые и солончаковые и солонцы (автоморфные).
По автомобильным дорогам расстояние до центра Волгограда составляет 37 км, до районного центра посёлка Городище — 45 км, до центра посёлка Новый Рогачик — 5 км. Рядом проходит федеральная автодорога А260. Железнодорожная станция Карповская на линии Волгоград — Морозовск.
Климат
Климат умеренный континентальный с жарким летом и малоснежной, иногда с большими холодами, зимой. Согласно классификации климатов Кёппена климат характеризуется как влажный континентальный (индекс Dfa). Температура воздуха имеет резко выраженный годовой ход. Среднегодовая температура положительная и составляет +8,3 °С, средняя температура января -7,0 °С, июля +24,3 °С. Расчётная многолетняя норма осадков - 383 мм, наибольшее количество осадков выпадает в декабре (41 мм) и июне (39 мм), наименьшее в феврале, марте и октябре (по 24 мм).
Часовой пояс
Микрорайон Синеоковский, как и вся Волгоградская область, находится в часовой зоне МСК (московское время). Смещение применяемого времени относительно UTC составляет +3:00.

## Население
По состоянию на 1915 год в посёлке Синеоковский было 24 двора, в которых проживало 179 человек (90 мужского пола и 89 женского).
По материалам Всесоюзной переписи населения на 17 декабря 1926 года в хуторе Синеоковский было 43 хозяйства, проживало 211 человек (108 мужчин и 103 женщины), преобладающая народность — украинцы.
По состоянию на 1 января 1936 года в Синеоковском было 73 хозяйства, проживало 423 человека, преобладающая национальность — русские.
Динамика численности населения по годам:
| 1915 | 1926 | 1936 | 2009 | 2010 |
| ---- | ---- | ---- | ---- | ---- |
| 179  | 211  | 423  | 1491 | 1501 |

## Планировка
Улично-дорожная сеть микрорайона состоит из 6 улиц и 2 переулков:
- улица Бассаргинская
- улица Ворошилова
- переулок Ворошилова
- улица Заводская
- улица Кирова
- улица Пристанционная
- улица Сердюкова
- переулок Сердюкова

До Великой Отечественной войны дома располагались на современных улицах Сердюкова, Ворошилова и Пристанционной, а центральной улицей Синеоковского была современная улица Сердюкова.
Основная часть улиц микрорайона вытянуты по направлению «север-юг», за исключением улиц Пристанционная и Бассаргинская, которые расположены по направлению «запад-восток» вдоль железной дороги. Также по направлению «запад-восток» Синеоковский пересекает безымянная дорога (неофициальное название улица Поперечная), которая является основной подъездной дорогой к микрорайону.
Улица и переулок Сердюкова названы именем Героя Советского Союза Николая Сердюкова, героически погибшем в бою у хутора Старый Рогачик.
Улица и переулок Ворошилова и улица Кирова названы именами советских политических деятелей: К.Е. Ворошилова и С.М. Кирова соответственно.
Улица Бассаргинская, Заводская и Пристанционная названы по близлежащему местонахождению к объектам: Заводская — к заводу железобетонных изделий; Пристанционная — к железнодорожной станции Карповская; Бассаргинская — железнодорожному разъезду Басаргино, который был местом боёв во время Сталинградской битвы. 

## Достопримечательности
- Мемориальная доска Герою Советского Союза Николаю Сердюкову, которая была открыта 19 ноября 2015 года на улице Сердюкова.